# Prix Charles Peignot
El Prix Charles Peignot (Premio Charles Peignot) es un importante reconocimiento en el diseño tipográfico, que se otorga a:
"aquel diseñador menor de 35 años que haya realizado una contribución destacada al diseño tipográfico".
La Asociación Internacional de Tipografía (ATypI) (Association Typographique Internationale) entrega el galardón de manera irregular y generalmente cada tres a cinco años. El premio se otorgó por primera vez en 1982.
El premio lleva el nombre de Charles Peignot (1897-1983), quien fue diseñador tipográfico, director de la fundición tipográfica Deberny & Peignot y también fundador y primer presidente de ATypI.

## Galardonados
Los ganadores hasta la fecha de este premio han sido los siguientes:
| Versión | Año  | Ganador               | País           |
| ------- | ---- | --------------------- | -------------- |
| 1       | 1982 | Claude Mediavilla     | Francia        |
| 2       | 1985 | Jovica Veljović       | Serbia         |
| 3       | 1988 | Petr van Blokland     | Países Bajos   |
| 4       | 1991 | Robert Slimbach       | Estados Unidos |
| 5       | 1994 | Carol Twombly         | Estados Unidos |
| 6       | 1998 | Jean François Porchez | Francia        |
| 7       | 2002 | Jonathan Höfler       | Estados Unidos |
| 8       | 2007 | Christian Schwartz    | Estados Unidos |
| 9       | 2013 | Alexandra Korolkova   | Rusia          |
| 10      | 2018 | David Jonathan Ross   | Estados Unidos |